# Calamity Jane (película)
Calamity Jane, traducida como Doris Day en el Oeste (España), La liga de oro (México) o Las calamidades de Jane (Argentina), es una película de 1953 dirigida por David Butler y producida por William Jacobs; el guion se basa en la heroína del Viejo Oeste Calamity Jane y su romance con el explorador Wild Bill Hickok. Está protagonizada por Doris Day, como Calamity, y Howard Keel como Hickok.
Ganó el premio Óscar a la mejor canción original, que fue «Secret Love», canción compuesta por Sammy Fain con letra de Paul Francis Webster, interpretada en la película por la propia Doris Day.